# Luke Cresswell
Luke Cresswell (* 1. Oktober 1963 in Brighton, East Sussex) ist ein britischer Filmregisseur, Drehbuchautor und Filmkomponist, der 1996 für einen Oscar nominiert war.

## Biografie
Luke Cresswell gründete gemeinsam mit Steve McNicholas die Perkussions-Band Stomp, die ein neues Performance-Genre begründete. Beide waren Mitglieder der britischen Musikgruppe The Yes/No People. Stomp ist bekannt dafür, gewöhnliche Gegenstände wie beispielsweise Mülleimer, Besen oder dergleichen als Instrumente für ihre Musik zu verwenden. 
Cresswells Vater Peter war Maler und Dekan, sein älterer Bruder Addison ein Agent für Comedy-Talente. Luke Cresswell schrieb diverse Musiken fürs Fernsehen. So komponierte er die Partitur für den Fernsehfilm Riot von 1996. Bereits ein Jahr zuvor hatte Cresswell für die Actionkomödie Tank Girl den Song Ripper Sole komponiert. Im selben Jahr entstand auch der Film Kehrmänner, bei dem Cresswell gemeinsam mit Steve McNicholas Regie führte und für den beide auch das Drehbuch verfassten. Zudem trat er in dem Film als einer der tanzenden Straßenkehrer auf. Cresswell und McNicholas wurden für diese Arbeit mit einer Oscarnominierung belohnt. Die Trophäe ging jedoch an Christine Lahti und Jana Sue Memel und deren Liebesgeschichte Lieberman in Love. 
Bei dem kurzen Dokumentarfilm Pulse: A Stomp Odyssey von 2002 übernahmen Cresswell und McNicholas wiederum die Regie, Cresswell schnitt den Film zudem. Der Film zeigt zahlreiche Künstler, die auf verschiedenen Objekten erstaunliche Rhythmen erzeugen. In dem Musicalfilm Across the Universe, der durchsetzt ist mit Musik der Beatles und in dessen Zentrum eine junge Amerikanerin der Oberschicht und ein armer Künstler aus Liverpool stehen, trat Cresswell als Darsteller eines Landstreichers auf, der mit Mülleimerdeckeln trommelt.

## Filmografie (Auswahl)
– Regisseur (wenn nicht anders angegeben) –
- 1995: Tank Girl (nur Komponist von Ripper Sole)
- 1996: Kehrmänner (Brooms, Kurzfilm; auch Autor + Darsteller)
- 1996: Riot (Fernsehfilm; nur Komponist)
- 1997: Stomp Out Loud (Fernsehfilm)
- 2000: Bee Stung Wasp (Kurzfilm; nur Produzent)
- 2000: Sesame Street: Let’s Make Music! (Video-Kurzfilm; nur Choreograph von Stomp)
- 2002: Pulse: A Stomp Odyssey (Kurz-Dokumentation, auch Editor)
- 2003: Wild Ocean (Dokumentarfilm; auch Autor)
- 2003: Vacuums (nur Autor, Komponist + Choreograph)
- 2007: Across the Universe (nur Darsteller)
- 2009: The Liberty of Norton Folgate (Dokumentar-Liveshow)
- 2012: The Last Reef 3D (Dokumentar-Kurzfilm; auch Autor, Komponist + Editor)
- 2013: Great White Shark (Dokumentar-Kurzfilm; auch Autor, Komponist, Editor + Produzent)

## Auszeichnungen
Laurence Olivier Theatre Award
- Auszeichnung in der Kategorie „Bester Theaterchoreograph“ gemeinsam mit Steve McNicholas für und mit Stomp

Academy Awards, USA 1996
- Oscarnominierung gemeinsam mit Steve McNicholas für und mit dem Film Kehrmänner (Brooms) in der Kategorie „Bester Kurzfilm“

Internationale Filmfestspiele von Cannes
- Nominierung für die Palme d’Or gemeinsam mit Steve McNicholas für und mit dem Film Kehrmänner in der Kategorie „Bester Kurzfilm“

Krakow Film Festival 1996
- Ausgezeichnet mit dem Canal+International Award gemeinsam mit Steve McNicholas für und mit dem Film Kehrmänner

Primetime Emmy Awards 1998
- Nominierung für den Primetime Emmy gemeinsam mit Steve McNicholas
  - für und mit Stomp Out Loud in der Kategorie „Hervorragende Regie für ein Varieté- oder Musikprogramm“

Giant Screen Theater Association 2004
- Ausgezeichnet mit dem Film Achievement Award gemeinsam mit Don und Steve Kempf, Harriet Leve und Steve McNicholas
  - für und mit dem Film Pulse: A Stomp Odyssey in der Kategorie „Bester Film“